# Cuerpo de Policía Bolivariana del estado Zulia

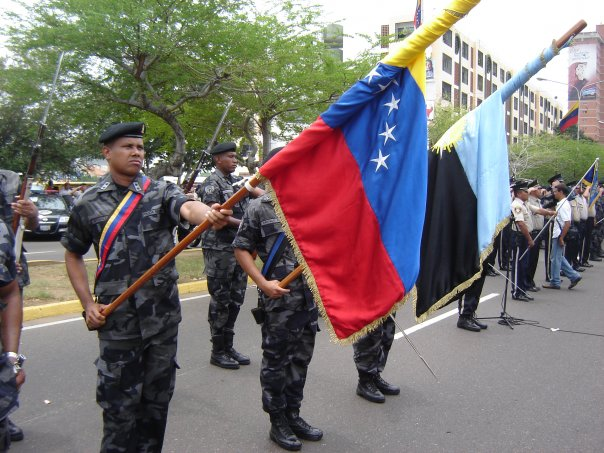
Efectivos de la Policía del Estado Zulia

Cuerpo de Policía Bolivariana del Estado Zulia (CPBEZ), es la fuerza policial autónoma del estado venezolano occidental de Zulia, está bajo el control de la gobernación del estado Zulia, específicamente de la Secretaría de Seguridad y Orden Público.

## Base legal

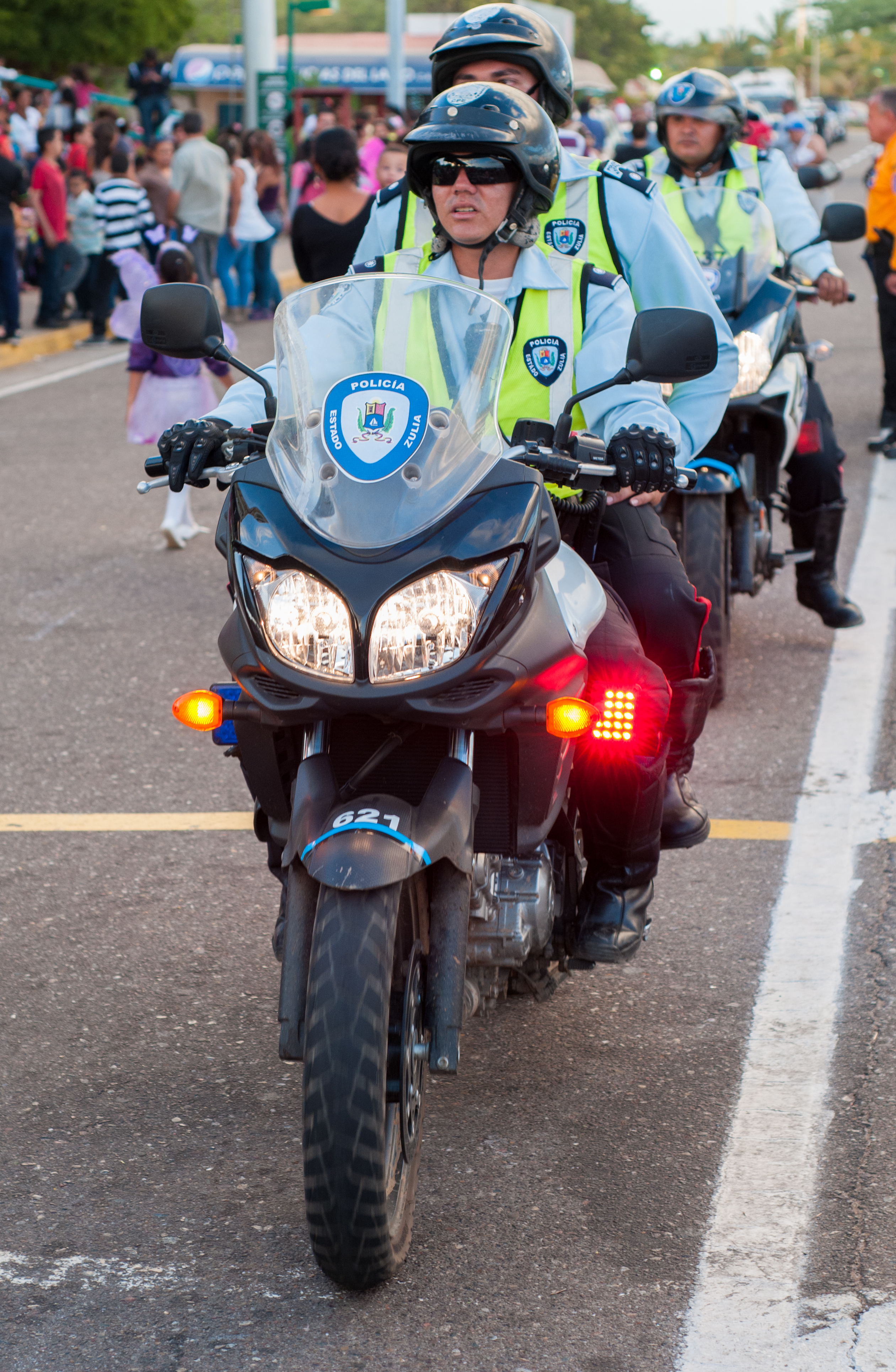
Policía del Estado Zulia en la Vereda del Lago

Según la Constitución de Venezuela de 1999 debe existir a nivel de toda la república la Policía Nacional de Venezuela y adicionalmente, cada estado federal tiene la competencia exclusiva de organizar su propio cuerpo de Policía autónomo en concordancia a la ley nacional respectiva (art 164), lo mismo que los municipios.
El Consejo Legislativo del Estado Zulia adicionalmente dictó la Ley de Policía Regional del Estado Zulia que junto con la Constitución del Estado Zulia de 2003 (art 25 numeral 6) y la Ley Orgánica del Servicio de Policía y del Cuerpo de Policía Nacional (dictada por la asamblea nacional), son la base jurídica del funcionamiento de la policía regional.

## Estructura
La Policía posee un director nombrado y bajo la autoridad del Gobernador del Estado Zulia, además de poseer
- Direcciones,
- Distritos policiales,
- 5 comisarías,
- 16 grupos especiales,
- un estado mayor de 7 integrantes,
- una escuela de Policía propia.(llamada Academia de Policía Regional[3])

## Jerarquía
Está establecida en el artículo 7 de la ley de policía regional:
Director general,
Comisario jefe, Primer comisario,
Comisario,
Inspector jefe,
Primer Inspector,
Inspector,
Oficial jefe,
Primer Oficial,
Oficial.